# Старовойтов, Михаил (легкоатлет)
Михаи́л Старово́йтов (род. 4 января 1958) — советский белорусский легкоатлет, специалист по бегу на средние дистанции. Выступал на всесоюзном уровне в конце 1970-х — начале 1980-х годов, чемпион Спартакиады народов СССР, чемпион СССР, действующий рекордсмен Белоруссии в эстафете 4 × 800 метров. Представлял Могилёв и спортивное общество «Урожай».

## Биография
Михаил Старовойтов родился 4 января 1958 года. Занимался лёгкой атлетикой в Могилёве, выступал за Белорусскую ССР и добровольное спортивное общество «Урожай».
Первого серьёзного успеха на всесоюзном уровне добился в сезоне 1978 года, когда на зимнем чемпионате СССР в Москве выиграл бронзовую медаль в зачёте бега на 800 метров. Позднее на всесоюзном старте в Тбилиси установил личный рекорд в той же дисциплине — 1:47.53.
В 1979 году на чемпионате страны в рамках VII летней Спартакиады народов СССР в Москве вместе с партнёрами по белорусской сборной Павлом Трощило, Владимиром Подоляко и Николаем Кировым превзошёл всех соперников в эстафете 4 × 800 метров и установил ныне действующий рекорд Белоруссии в данной дисциплине — 7:11.1.
В 1980 году в беге на 1500 метров стал серебряным призёром на чемпионате СССР в Донецке, уступив только ленинградцу Дмитрию Дмитриеву.
В 1982 году на чемпионате СССР в Киеве установил личный рекорд в дисциплине 1500 метров — 3:39.55.